# Pāgodār-e Bādvar
Pāgodār-e Bādvar (persiska: پاگدار بادور) är en ort i Iran.   Den ligger i provinsen Khorasan, i den nordöstra delen av landet, 700 km öster om huvudstaden Teheran. Pāgodār-e Bādvar ligger 1 781 meter över havet och antalet invånare är 185.
Terrängen runt Pāgodār-e Bādvar är kuperad söderut, men norrut är den platt. Runt Pāgodār-e Bādvar är det ganska glesbefolkat, med 25 invånare per kvadratkilometer. Närmaste större samhälle är Robāţ-e Sang, 7,6 km väster om Pāgodār-e Bādvar. Trakten runt Pāgodār-e Bādvar består i huvudsak av gräsmarker.